# はぼろサンセットビーチ

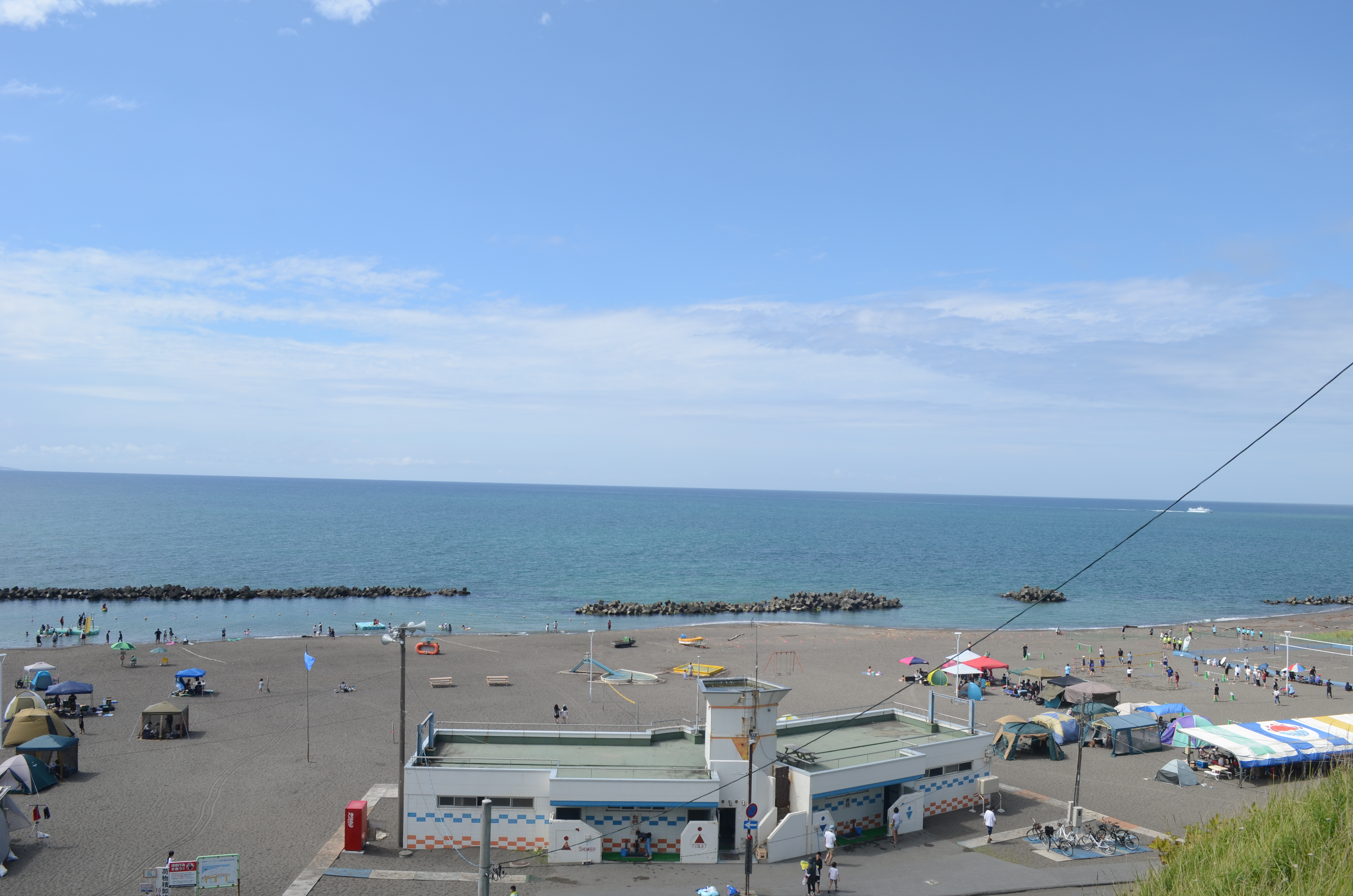
2025年8月

はぼろサンセットビーチ (Haboro Sunset Beach) は、北海道苫前郡羽幌町にある海水浴場である。海水浴シーズンには全国から多くの海水浴客が集まり、アーティストのコンサート、花火大会などで盛り上がる。

## 概要
北海道の日本海側、留萌管内中部の海水浴場として位置し、夏には花火大会、サマーライブなどのイベントを実施し、北海道内だけではなく、全国から多くの観光客が集まる。

## 施設
- お城型の白い建物があり、その中に管理事務所、更衣室、シャワー、トイレなどが備えられている。
- 10棟位のバンガローが備え付けられている。
- 海水浴シーズンには出店などが出展しにぎわう。
- 夜はライトアップされ、美しいムードを作っている。

## サマーライブ
- 過去にMOON CHILD、ゴスペラーズなど、多くの著名なアーティストがこのサマーライブに参加している。 2007年度はSOUL'd OUT・LITTLEなどがライブに参加し盛り上がった。
- 入場料が無料のため、会場周辺が車や観客でごった返し、整理券を配布し入場整理を行っている。まだ著名ではないアーティストがこのライブに参加すると、有名になるというジンクスがある。

## その他のイベント
- 大花火大会・ビーチバレー大会・甘えビ祭りなど、様々な催しがある。